# Defensor de los derechos humanos

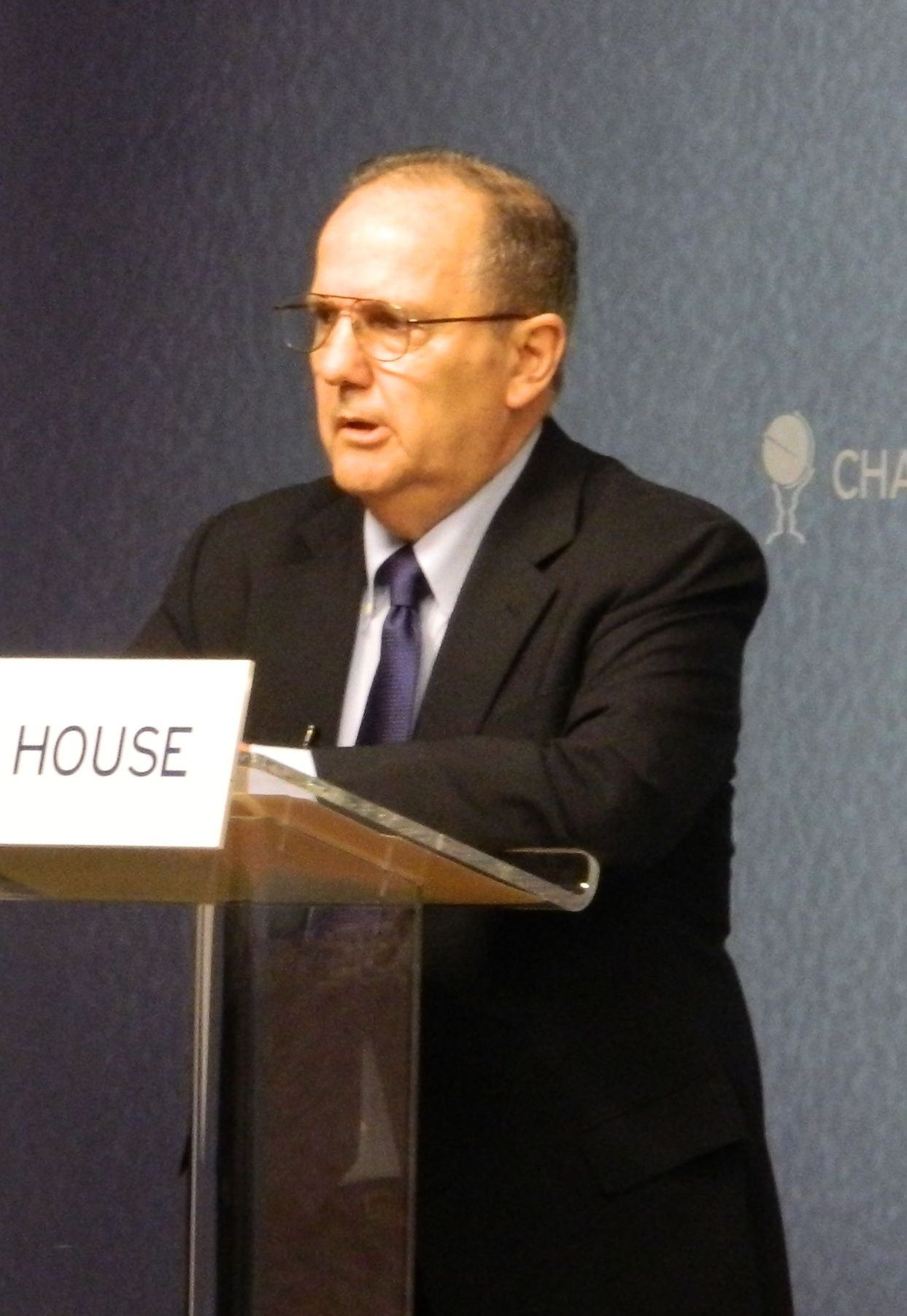
Juan Méndez, Relator Especial de la ONU sobre tortura y otros tratos o penas crueles.

Un defensor de derechos humanos es una persona que trabaja de manera pacífica, en favor de los derechos proclamados en la Declaración Universal de los Derechos Humanos. Lo puede hacer informando al público sobre violaciones de derechos humanos o promoviendo campañas para la promoción y protección de estos derechos. Defensores de derechos humanos pueden ser abogados que defienden la causa de los presos políticos y su derecho a un juicio justo, madres de desaparecidos que marchan para exigir la verdad sobre la suerte de sus hijos, periodistas, profesores, sindicalistas que luchan por el respeto de sus derechos económicos, comunidades campesinas e indígenas que se organizan para defender el reconocimiento de sus derechos, organizaciones que luchan contra la impunidad de los autores de violaciones de los derechos humanos. Esta lucha por el respeto de los derechos humanos es en muchos países una actividad de alto riesgo y los grupos e individuos que se comprometen en esta vía suelen ser el objetivo prioritario de autoridades y de grupos privados que recurren a desapariciones forzadas, ejecuciones sumarias, detenciones arbitrarias o a la tortura, para hacer que callen.
Varias organizaciones no gubernamentales (ONG) tienen programas específicos para las personas activistas en la defensa de derechos humanos. Por ejemplo, la Organización Mundial Contra la Tortura o Amnistía Internacional.[cita requerida]

## Declaración de Naciones Unidas sobre Defensores de Derechos Humanos
El 9 de diciembre de 1998 la Asamblea General de la ONU aprobó la Declaración de las Naciones Unidas sobre el derecho y el deber de los individuos, grupos y órganos de la sociedad de promover y proteger los derechos humanos y las libertades fundamentales universalmente reconocidos (A/RES/53/144), comúnmente conocida como Declaración sobre Defensores de Derechos Humanos,[13] es el primer instrumento de la ONU para legitimar y definir a las personas defensoras de los derechos humanos, así como el derecho y la responsabilidad de toda la comunidad internacional de proteger los derechos humanos .
La Declaración no es legalmente vinculante, pero articula los derechos establecidos por los tratados de derechos humanos existentes y los aplica a las personas defensoras de derechos humanos para legitimar su trabajo y ampliar la protección de las personas defensoras. Según la Declaración, un defensor de los derechos humanos es cualquier persona que trabaja para promover o proteger los derechos humanos ya sea de manera profesional o no profesional; solo o como parte de un grupo o institución.
La Declaración articula los derechos existentes de una manera que facilita su aplicación a los defensores de derechos humanos. Los derechos protegidos por la Declaración incluyen, entre otros, el derecho a desarrollar y discutir nuevas ideas de derechos humanos y abogar por su aceptación; el derecho a criticar a los órganos y agencias gubernamentales y a hacer propuestas para mejorar su funcionamiento; el derecho a brindar asistencia legal u otro tipo de asesoramiento y asistencia en defensa de los derechos humanos; el derecho a observar juicios justos; el derecho al acceso sin trabas y a la comunicación con organizaciones no gubernamentales e intergubernamentales; el derecho a acceder a recursos con el fin de proteger los derechos humanos, incluida la recepción de fondos del exterior y los derechos de libre expresión, asociación y reunión.
La Declaración indica que los Estados tienen la responsabilidad de implementar y respetar las disposiciones de la Declaración y enfatiza el deber del Estado de proteger a las personas defensoras de la violencia, las represalias y la intimidación como consecuencia de su trabajo en derechos humanos. La Declaración también asigna la responsabilidad de proteger los derechos humanos a nivel individual y especialmente a las personas en profesiones que pueden afectar los derechos humanos, como los encargados de hacer cumplir la ley, operadores de justicia, etc.

## Perspectiva de género
La Asamblea General de las Naciones Unidas y la Oficina del Alto Comisionado de las Naciones Unidas para los Derechos Humanos han identificado dificultades adicionales para las mujeres activistas por los derechos humanos y han reclamado trabajar con perspectiva de género en esta problemática instaurándose el 29 de noviembre como Día Internacional de las Defensoras de Derechos Humanos
El 21 de marzo de 2013 en la Resolución aprobada por el Consejo de Derechos Humanos 22/6. Protección de los defensores de los derechos humanos se expresa la especial preocupación por la discriminación y la violencia sistémicas y estructurales a que se enfrentan las defensoras de los derechos humanos y exhorta a los Estados a que incorporen una perspectiva de género en sus esfuerzos por crear un entorno seguro y propicio para la defensa de los derechos humanos;
La primera resolución adoptada por la Asamblea General de la ONU sobre las defensoras de derechos humanos fue aprobada el 18 de diciembre de 2013 “Promoción de la Declaración sobre el Derecho y el Deber de los Individuos, los Grupos y las Instituciones de Promover y Proteger los Derechos Humanos y las Libertades Fundamentales Universalmente Reconocidos: protección de las defensoras de los derechos humanos y los defensores de los derechos de la mujer de la Asamblea General de la ONU” (Resolución de defensoras).